# Lawrence Leathers
Lawrence Lo Leathers (* 23. November 1981 in Lansing, Michigan; † 2. Juni 2019 in Mott Haven in der Bronx, New York City) war ein US-amerikanischer Jazzmusiker (Schlagzeug).

## Leben und Wirken
Leathers begann sich bereits im Kleinkindalter mit dem Schlagzeug zu beschäftigen. Erste musikalische Erfahrungen erwarb er im Bereich der Gospelmusik in seiner Kirchengemeinde; dort war Joe Lane sein erster Mentor und Lehrer. Mit 15 Jahren fing er an, als professioneller Musiker zu arbeiten, zog dann nach New York City, um an der Juilliard School zu studieren. Dort lernte er Aaron Diehl und den Bassisten Paul Sikivie kennen, mit denen er fortan im Trio zusammenarbeiten sollte. Durch die Juilliard School gelangte er auch in das Umfeld von Wynton Marsalis, mit dem er auch 2011 auftrat, mit dem Aaron Diehl Trio als Rhythmusgruppe.
Leathers arbeitete ab den frühen 2000er-Jahren in der amerikanischen Jazzszene; sein Mentor war E. J. Strickland. Seitdem spielte er mit Diego Rivera, Ian Hendrickson-Smith. Zwischen 2010 und 2018 begleitete er im Trio von Aaron Diehl die Sängerin Cécile McLorin Salvant auf weltweiten Tourneen und deren mit einem Grammy Award ausgezeichneten Alben For One to Love (2016) und Dreams and Daggers (Motéma, 2017). Ferner spielte er im JC Stylles Organ Quartet, Neal Caine und Stephen Riley, mit denen er auch im Smalls auftrat. Im Bereich des Jazz war er zwischen 2003 und 2017 an elf Aufnahmesessions beteiligt, u. a. auch mit George DeLancey, JC Stylles und Melissa Gardiner.
Lawrence Leathers wurde am 2. Juni 2019 im Flur seines Appartement-Hauses in der Bronx getötet. Vorausgegangen war ein Streit mit seiner Freundin, bei dem ihn eine dritte Person in einen Würgegriff nahm, woran er verstarb.

## Diskographische Hinweise
- Pat Bianchi / Lawrence Leathers / J.C. Stylles: Exhilaration & Other States